# Biserka Vučković
Biserka Vučković (Zagreb, 1940.) hrvatska je redateljica i nagrađivana dramska režiserka. Jedna je od utemeljitelja sinkronizacije crtanih filmova u Hrvatskoj i istaknuta je redateljica radiodrama, osobito dječjih. Neke od njenih najpoznatijih sinkronizacija uključuju serijale Obitelj Kremenko, Štrumpfovi, Zekoslav Mrkva i Eustahije Brzić. Članica je Hrvatskog društva dramskih umjetnika.

## Životopis
Rođena je u Zagrebu 1940. godine. U dobi od devet godina pristupa ansamblu radiodrame na Radiju Zagreb. Nakon diplomiranja na Filozofskom fakultetu Sveučilišta u Zagrebu, godine 1965. zapošljava se u Radiju Zagreb kao redateljica Dramskoga programa stanice, gdje režira igranu, dokumentarnu radiodramu te ars acusticu, a biva zapažena za svoje radiodrame za djecu.
Nastankom Televizije Zagreb djeluje kao režiserka i voditeljica sinkronizacije za neke od prvih crtanih serija sinkroniziranih na hrvatski jezik. U sinkronizaciju uvodi kazališne glumce poput Drage Krče, Mladena Šermenta, Ivu Rogulju, Vladimira Puhala, Branku Cvitković, Otokara Levaja i druge. Godine 1985. dobiva Nagradu Udruženja dramskih umjetnika Hrvatske. Tijekom 1990-ih godina napušta Hrvatsku televiziju zbog cenzure humora u prijevodima za sinkronizaciju, među ostalim i Zekoslava Mrkve.
Godine 2001. ulazi u mirovinu, no nastavlja raditi na sinkronizacijama. Osim režije posuđuje glas u filmovima Auti 2 (kao Mama Topolino), Priča o igračkama 4 (kao Margareta) i Duša (kao Gerel).

## Filmografija

### Radiodrame
- Radio vrtić, 1975. (nagrada na Tjednu radija, Ohrid)[2]
- Vodena priča, 1984. (nagrađena za najbolju radiodramu)[2]
- Upomoć, Melita, 1990.
- Mir u školjkama bisere stvara, 1994. (nagrada na Međunarodnom festivalu Ars Acustica Meeting, Beč)[2]
- A V će dopisati ptice, 1995. (nagrada na Marulovim danima, Split)
- Orfeuridika – Pompejanski grafiti, 1996. (nagrada na Marulićevim danima, Hvar)[2]
- Danas je Valentinovo, 2000.
- Lopudska sirotica, 2001. (Grand Prix na festivalu Prix Marulić, Hvar)[2]

### Režija
- Čudesna šuma, 1986. (redateljica dijaloga)
- Čarobnjakov šešir, 1990. (redateljica dijaloga)
- Čudnovate zgode šegrta Hlapića, 1997. (redateljica glasova)

#### Sinkronizacija
- Snjeguljica i sedam patuljaka, 1937.[7]
- Piksi i Diksi, 1958.[8]
- Ogi i Dogi, 1959.[8]
- Calimero, 1963.[8]
- Obitelj Kremenko, 1960. (sinkronizirano 1968.)
- Eustahije Brzić, 1973.
- Štrumpfovi (prikazivanje u Hrvatskoj počelo 30. prosinca 1984.)[9]
- Sport Billy, 1982.
- Petar pan, 2003.
- Rugratovi u divljini, 2003.
- Charlotteina mreža, 1973. (sinkronizirano 2004.)
- Bambi, 1942. (sinkronizirano 2005.)
- Bambi 2, 2006.
- Legenda o El Cidu, 2003. (sinkronizirano 2007.)
- Pinokio, 1940. (sinkronizirano 2009.)
- Moj mali planet, 1996. (franc. Ma petite planète chérie; sinkronizirano 2011.)
- Štrumpfovi, 2011.
- Štrumpfovi 2, 2013.
- Pčelica Maja, 2014.[10]
- Pčelica Maja: Medene igre, 2018.
- Kućni ljubimci na tajnom zadatku, 2019.
- Pčelica Maja 3: Zlatno jaje, 2022.

### Prijevodi
- Viglianedi-Rocca, Lorenzo; Di Pietro, Massimo. 1968. Homoseksualnost. Epoha, Prosvjeta.